# Son Gohan
Son Gohan kitalált szereplő a Dragon Ball Z, Dragon Ball GT és a Dragon Ball Super című anime és manga sorozatokban. Son Gokunak és Chi-Chinek az első fia. Sorozat végigköveti bizonytalan kisgyermekből határozott felnőtté és családapává válását, amikor apjával ellentétben abbahagyja a harcot, helyette híres tudós lesz. Neve a japán rizs (gohan) szóból jön. Szinkronhangjai: Japán – Nozava Maszako, Magyar: A Dragon Ball Z-ben gyerekként Koltai Judit, majd a 199. epizódtól kezdődően, felnőttként Csőre Gábor kölcsönözte a hangját. A Dragon Ball GT-ben szintén Csőre Gábor hangján szólalt meg, a Dragon Ball Superben azonban új hangot kapott, és Penke Bence szólaltatja meg.

## Megjelenés
Gohan gyerekként számos vonásban emlékeztet apjára (szeme, haja, bőre árnyalata), azonban ahogy felnő, egyre inkább Chi-Chi vonásai jönnek elő benne (többek között: a testalkata ugyan izmos, de sokkal vékonyabb, mint Gokué).
Gohan sokfajta ruhát visel a sorozatok során, de legfőképpen Piccolotol (Ifjú Sátántól) kapott ruházatokat viseli. Gohan sokkal többször jelenik meg hétköznapi ruhákban, mint az apja (aki szinte mindig gít visel), a GT-ben meg szemüveg is hozzáadódik a viseletéhez. Említésre érdemes, hogy Gohan az egyetlen olyan fél-Saiyan, aki megjelenik farokkal a sorozatban, noha ez a végén véglegesen el lesz távolítva.
Később, amikor eléri az ultimate fokozatot izmosabb lesz még az apjánál is.

## Személyiség
Gohan apjához hasonlóan rendkívül tiszta szívű, kedves, aki bármire hajlandó azokért akiket szeret és tisztel. Azonban apjával ellentétben benne nincs meg az a harci iránti vágy, nincs szándékában bántani senkit függetlenül milyen gonosz az illető, noha, ha úgy érzi, szerettei bajban vannak, akkor habozás nélkül cselekszik, mindazzal az erővel, amit a harag előhoz belőle. A sorozat elején rendkívül bizonytalan a harci cselekményekben, azonban ahogyan felnő, noha továbbra sem szeret harcolni, sokkal határozottabb, és kevesebbet tétovázik. Szoros barátság fűzi Ifjú Sátánhoz, képes volt előhozni a jó oldalát, és nagy szerepe volt abban, hogy Piccolo csatlakozott Gokuhoz és barátaihoz. Szoros barátság fűzi még Krilinhez is, akivel nagyon sok időt töltött együtt. Szerelmes lesz egy lányba, Videlbe, akivel összeházasodik és egy közös gyerekük is születik, Pan.

## Képességek
Csillagharcos származásából adódóan, rendkívül nagy harci potenciállal rendelkezik Gohan, amit fokozatosan uralma alá von. Nagy erővel és sebességgel rendelkezik, valamint tökéletesen uralja a kíjét. Érdekes tulajdonsága, hogy erős harag hatására rendkívüli erőt tud mozgósítani.
Technikák, képességek:
- Kí-érzékelés/rejtés:Gohan képes érzékelni mások kíjét, ezáltal megmondani a helyzetét és erejét, valamint elrejteni a kíjét, hogy őt a kíje alapján ne vehessék észre (más kít érzékelni képes személyek illetve, műszerek). Ezt a képességet Piccolótól tanulta.
- Kamehameha: A Dragon Ball legismertebb mozdulata, egy kí-sugár  amit a két kézből lőnek. Ennél a mozdulatnál Gohan először a két kezét begörbített ujjakkal maga elé teszi, majd ilyen állásban oldalra és a lövés pillanatában megint maga elé tesz.
- Bukujutsu: Gohan képes repülni a kíje segítségével.
- Masenko: Ezt a technikát a Piccolóval való edzése során tanulta. A homlokához teszi a kezeit tenyérrel kifelé, majd lő egy sárga sugarat.
- Barrier: Gohan képes a kíjéből egy védőpajzsot alkotni maga körül, ami megvédi a támadásoktól, és egyéb erőhatásoktól.
- Telekinézis: Gohan képes tárgyakat mozgatni a kíje segítségével.
- Telepátia: Gohan képes gondolati úton üzenni másoknak. Ezt a képességét a Tree of Might című filmben alkalmazta.

Gohan is képes a szuper-csillagharcos (SSJ1) szintre, amit apjától a Lélek és Idő Termében tanult. Ezt követően Ő volt az első, aki elérte második szintű szuper-csillagharcos szintet (SSJ2), amit C16 elpusztítása felett érzett dühe idézett elő a Cell elleni harcban. A Majin Buu részeknél Öreg Kaioshin előhozza Gohanból a rejtett erejét, különleges pszichikai képességével, és Gohan lesz az egyik legerősebb, nem fuzionált karakter a Dragon Ball Z-ben. (Ez az úgynevezett mystic/ultimate fokozat.) Csak apja, Goku képes még nála is erősebbé változni.

## Jövőbeli Gohan
Jövőbeli Gohan a History of Trunks című filmben jelenik meg, mint Gohan másik idősíkbeli megfelelője, és egyben az egyetlen harcos aki képes volt felvenni a harcot az androidok ellen. Noha képes a Super Saiyan transzformációra (amit akkor szerzett meg amikor megtudta, hogy apja meghalt), mégis kénytelen mindig meghátrálni az androidok elől. Mivel látja, hogy ő nem lesz képes legyőzni az androidokat, elkezdi edzeni Jövőbeli Trunksot, hogy egy nap hátha neki sikerül.
Jövőbeli Gohan apjához hasonlóan narancssárga gít visel. Főbb kinézetbeli különbségek sorozatbeli Gohanhoz képest a vágás az arcon, a kissé erőteljesebb testalkat és, hogy az egyik androidokkal szembeni harc során elvesztette a bal karját.

## Fordítás
- Ez a szócikk részben vagy egészben  a   Son Gohan című angol Wikipédia-szócikk fordításán alapul.  Az eredeti cikk szerkesztőit annak laptörténete sorolja fel. Ez a jelzés csupán a megfogalmazás eredetét és a szerzői jogokat jelzi, nem szolgál a cikkben szereplő információk forrásmegjelöléseként.